# Хотел Руанда
Хотел Руанда (енгл. Hotel Rwanda) је америчка драма из 2004. године коју је режирао Тери Џорџ. Узимајући за основу истините догађаје у Руанди током пролећа 1994, филм говори о хотелијеру Полу Русесабагини (глуми га Дон Џидл) који покушава да спаси пријатеље и познанике од покоља у геноциду. У осталим улогама се појављују Софи Оконедо, Хоакин Финикс, Ник Нолти и Жан Рено. Филм, који је такође назван и афричка Шиндлерова листа, документује напоре Русесебагине да сачува животе чланова своје породице и више од хиљаду других избеглица, дајући им склониште у опкољеном Хотелу Мајл Колинс. Хотел Руанда објашњава геноцид, корупцију и пораст насиља.
Већина сцена је снимљена у Кигалију и Јоханезбургу. Током снимања вршене су консултације са Полом Русесабагином. Иако је лик пуковника Оливера (игра га Нолти) измишљен, улога је инспирисана командантом УНАМИРА Ромеом Далером.
Филм је освојио награде на Берлинском филмском фестивалу 2005, и Међународном филмском фестивалу у Торонту 2004, а био је номинован за Оскара у категоријама најбољи оригинални сценарио, најбољи глумац и најбоља споредна женска улога.